# Good Kid, M.A.A.D City
Good Kid, M.A.A.D City (стилізовано як good kid, m.A.A.d city) — другий студійний альбом американського репера Кендріка Ламара, представлений 22 жовтня 2012 року під лейблами Top Dawg Entertainment, Aftermath Entertainment та Interscope Records. У записі альбому взяли участь Дрейк, Dr. Dre, Jay-Z, Jay Rock, Anna Wise, Emeli Sandé та MC Eiht. Ця платівка є дебютом Ламара на великому лейблі після першого альбому Section.80, випущеного незалежно у 2011 році.
«Good Kid, M.A.A.D City» отримав загальне схвалення музичних критиків, які високо оцінили його тематичний розмах і тексти Ламара. Альбом дебютував на другій позиції в американському чарті Billboard 200, а за перший тиждень було продано 242 000 копій. Ця робота стала першою для музиканта, яка увійшла до британського чарту, досягнувши 16 позиції. «Good Kid, M.A.A.D City» став тричі «платиновим» у США, а Ламар отримав чотири номінації на премію «Греммі» у 2014 році (включно із номінацією «Альбом року»). У 2020 році альбом посів 115 місце в оновленому «Списку 500 найкращих альбомів усіх часів за версією журналу Rolling Stone».

## Концепція
Good Kid, M.A.A.D City є концептуальним альбомом у дискографії Кендріка Ламара. Альбом має сюжетну лінію в якій розповідається про життя головного героя в Комптоні (рідне місто Ламара). Сюжет альбому показує з якими життєвими проблемами може зіштовхнутись підліток який живе в гетто: спокуса перед легкими грошима, криміналом і сексом, втрата близької людини або тиск зі сторони однолітків. Також в альбомі Кендрік торкається теми релігії і роздумів щодо того що він є грішною людиною. 

## Список пісень
| Стандартне видання | Стандартне видання                         | Стандартне видання |
| #                  | Назва                                      | Тривалість         |
| ------------------ | ------------------------------------------ | ------------------ |
| 1.                 | «Sherane a.k.a Master Splinter's Daughter» | 4:33               |
| 2.                 | «Bitch, Don't Kill My Vibe»                | 5:10               |
| 3.                 | «Backseat Freestyle»                       | 3:32               |
| 4.                 | «The Art of Peer Pressure»                 | 5:24               |
| 5.                 | «Money Trees»                              | 6:26               |
| 6.                 | «Poetic Justice»                           | 5:00               |
| 7.                 | «Good Kid»                                 | 3:34               |
| 8.                 | «M.A.A.D City»                             | 5:50               |
| 9.                 | «Swimming Pools (Drank)»                   | 5:13               |
| 10.                | «Sing About Me, I'm Dying of Thirst»       | 12:03              |
| 11.                | «Real»                                     | 7:23               |
| 12.                | «Compton»                                  | 4:08               |
| 68:23              |                                            |                    |

| Додаткові пісні делюкс видання | Додаткові пісні делюкс видання | Додаткові пісні делюкс видання |
| #                              | Назва                          | Тривалість                     |
| ------------------------------ | ------------------------------ | ------------------------------ |
| 13.                            | «The Recipe»                   | 5:52                           |
| 14.                            | «Black Boy Fly»                | 4:38                           |
| 15.                            | «Now or Never»                 | 4:17                           |
| 87:41                          |                                |                                |

| Додаткові пісні iTunes делюкс видання | Додаткові пісні iTunes делюкс видання | Додаткові пісні iTunes делюкс видання |
| #                                     | Назва                                 | Тривалість                            |
| ------------------------------------- | ------------------------------------- | ------------------------------------- |
| 16.                                   | «Collect Calls»                       | 3:57                                  |
| 17.                                   | «Swimming Pools (Drank)»              | 4:07                                  |
| 95:45                                 |                                       |                                       |

| Додаткові пісні Target делюкс видання | Додаткові пісні Target делюкс видання        | Додаткові пісні Target делюкс видання |
| #                                     | Назва                                        | Тривалість                            |
| ------------------------------------- | -------------------------------------------- | ------------------------------------- |
| 16.                                   | «County Building Blues»                      | 4:18                                  |
| 17.                                   | «Swimming Pools (Drank) (Black Hippy Remix)» | 5:14                                  |

| Додаткові пісні Spotify делюкс видання | Додаткові пісні Spotify делюкс видання | Додаткові пісні Spotify делюкс видання |
| #                                      | Назва                                  | Тривалість                             |
| -------------------------------------- | -------------------------------------- | -------------------------------------- |
| 16.                                    | «The Recipe (Black Hippy Remix)»       | 4:21                                   |
| 17.                                    | «Bitch, Don't Kill My Vibe (Remix)»    | 4:38                                   |

| Додаткові пісні міжнародного видання 2013 року | Додаткові пісні міжнародного видання 2013 року    | Додаткові пісні міжнародного видання 2013 року |
| #                                              | Назва                                             | Тривалість                                     |
| ---------------------------------------------- | ------------------------------------------------- | ---------------------------------------------- |
| 13.                                            | «Bitch, Don't Kill My Vibe (Remix)»               | 4:39                                           |
| 14.                                            | «Bitch, Don't Kill My Vibe (International remix)» | 5:06                                           |

## Чарти

### Тижневі чарти
| Чарт (2012—2021)                                     | Найвища позиція |
| ---------------------------------------------------- | --------------- |
| Австралія Australian Albums (ARIA)                   | 23              |
| Бельгія Belgian Albums (Ultratop Flanders)           | 46              |
| Бельгія Belgian Albums (Ultratop Wallonia)           | 130             |
| Канада Canadian Albums (Billboard)                   | 2               |
| Данія Danish Albums (Hitlisten)                      | 20              |
| Нідерланди Dutch Albums (MegaCharts)                 | 45              |
| Франція French Albums (SNEP)                         | 57              |
| Ірландія Irish Albums (IRMA)                         | 26              |
| Нова Зеландія New Zealand Albums (Recorded Music NZ) | 7               |
| Норвегія Norwegian Albums (VG-lista)                 | 26              |
| Португалія Portuguese Albums (AFP)                   | 44              |
| Швейцарія Swiss Albums (Schweizer Hitparade)         | 38              |
| Велика Британія UK Albums (OCC)                      | 16              |
| Велика Британія UK R&B Albums (OCC)                  | 2               |
| США Billboard 200                                    | 2               |
| США Top R&B/Hip-Hop Albums (Billboard)               | 1               |

### Річні чарти
| Чарт (2012)                           | Позиція |
| ------------------------------------- | ------- |
| US Billboard 200                      | 80      |
| US Top R&B/Hip-Hop Albums (Billboard) | 16      |

| Чарт (2013)                           | Позиція |
| ------------------------------------- | ------- |
| Belgian Albums (Ultratop Flanders)    | 190     |
| US Billboard 200                      | 24      |
| US Top R&B/Hip-Hop Albums (Billboard) | 7       |

| Чарт (2014)                           | Позиція |
| ------------------------------------- | ------- |
| US Billboard 200                      | 69      |
| US Top R&B/Hip-Hop Albums (Billboard) | 27      |

| Чарт (2015)      | Позиція |
| ---------------- | ------- |
| US Billboard 200 | 72      |

| Чарт (2016)               | Позиція |
| ------------------------- | ------- |
| Danish Albums (Hitlisten) | 85      |
| US Billboard 200          | 74      |

| Чарт (2017)               | Позиція |
| ------------------------- | ------- |
| Danish Albums (Hitlisten) | 100     |
| US Billboard 200          | 60      |

| Чарт (2018)                           | Позиція |
| ------------------------------------- | ------- |
| US Billboard 200                      | 89      |
| US Top R&B/Hip-Hop Albums (Billboard) | 61      |

| Чарт (2019)      | Позиція |
| ---------------- | ------- |
| US Billboard 200 | 119     |

| Чарт (2020)                           | Позиція |
| ------------------------------------- | ------- |
| Australian Albums (ARIA)              | 89      |
| Belgian Albums (Ultratop Flanders)    | 181     |
| US Billboard 200                      | 86      |
| US Top R&B/Hip-Hop Albums (Billboard) | 74      |

| Чарт (2021)                           | Позиція |
| ------------------------------------- | ------- |
| Australian Albums (ARIA)              | 79      |
| Belgian Albums (Ultratop Flanders)    | 180     |
| US Billboard 200                      | 53      |
| US Top R&B/Hip-Hop Albums (Billboard) | 25      |

### Десятирічні чарти
| Чарт (2010—2019) | Позиція |
| ---------------- | ------- |
| US Billboard 200 | 79      |

## Сертифікації
| Регіон | Сертифікація  | Продажі   |
| --- | ------------- | --------- |
| Австралія (ARIA) | 2× Платиновий | 140 000   |
| Канада (Music Canada) | Золотий       | 40 000^   |
| Данія (IFPI Denmark) | 2× Платиновий | 40 000    |
| Нова Зеландія (RIANZ) | Платиновий    | 15 000^   |
| Велика Британія (BPI) | Платиновий    | 300 000*  |
| США (RIAA) | 3× Платиновий | 3 000 000 |
| *продажі, що базуються лише на сертифікаціях · ^відвантаження, що базуються лише на сертифікаціях · продажі+прослуховування, що базуються лише на сертифікаціях |               |           |